# White Oleander
White Oleander (br: Deixe-me Viver) é um filme de drama estadunidense de 2002, dirigido por Peter Kosminsky. O elenco é estrelado por Alison Lohman, Michelle Pfeiffer, Robin Wright, Noah Wyle e Renée Zellweger. O roteiro foi adaptado do romance de mesmo nome de Janet Fitch.

## Elenco
- Alison Lohman ...Astrid Magnussen
- Michelle Pfeiffer ...Ingrid Magnussen
- Robin Wright ...Starr Thomas
- Renée Zellweger ...Claire Richards
- Amy Aquino ...Ms. Martinez
- Billy Connolly ...Barry Kolker
- Svetlana Efremova ...Rena Gruschenko
- Patrick Fugit ...Paul Trout
- Noah Wyle ...Mark Richards

## Recepção
White Oleander detém uma classificação de 68% no Rotten Tomatoes e uma pontuação de 61 no Metacritic, indicando revisões geralmente favoráveis.